# カプリコ (菓子)
カプリコ（英語：Caplico）は、江崎グリコが販売しているチョコレートスナック菓子のシリーズ。

## 概要
カプリコシリーズを代表する商品「ジャイアントカプリコ」は、1970年（昭和45年）、「ワンハンドで食べるスポーティチョコ」というコンセプトのもと発売された。商品名は「カプリと食べる」、「カプリ島の明るさ、楽しさ」に由来する。
アイスクリームに使用される円錐型のコーンカップに、エアインチョコレートを同社製のアイスクリーム・ジャイアントコーンのように盛り付けた商品である。製造過程で充填後にチョコを膨張させ、-30℃前後で冷却している。
パッケージは上部が4方からつままれて封がしてあり、側面のOPEN口を引っ張って開封する。
小売店では普通のラックに収まらない為、グリコ側の販促物であるカプリコ専用ラックを天井や壁に掛けて、そこにジャイアントカプリコを収めて販売している。
なお、このカプリコに使用されているコーンは、ジャイアントコーン同様にソフトクリーム総合メーカーの株式会社日世（本社：大阪府茨木市）が一括製造委託を受け、同社コーン製造専門の枚方工場（大阪府枚方市）で集中生産されている。
2014年（平成26年）には商品リニューアルを行い、ロバート（秋山竜次、山本博、馬場裕之）と白間美瑠（NMB48）を起用し子どもへ商品普及を主とした「こどもカプ式会社」なるキャンペーンを立ち上げ、プロモーションを行っている。

## 主なラインナップ

### ジャイアントカプリコ
- いちご
- ぐんぐんミルク

### 地域限定商品
- 京都宇治抹茶 - 近畿限定
- 信州リンゴ - 信州限定
- 夕張メロン - 北海道限定
- クッキー＆クリーム - タイ限定
- 抹茶チョコ - タイ限定

### カプリコミニ
スティックタイプの商品。同じ味のアソートパック「ぐんぐんアソート カプリコミニ」（1パック10本入り）も発売している。
- いちご
- チョコ
- バニラ

### Caplicoのあたま

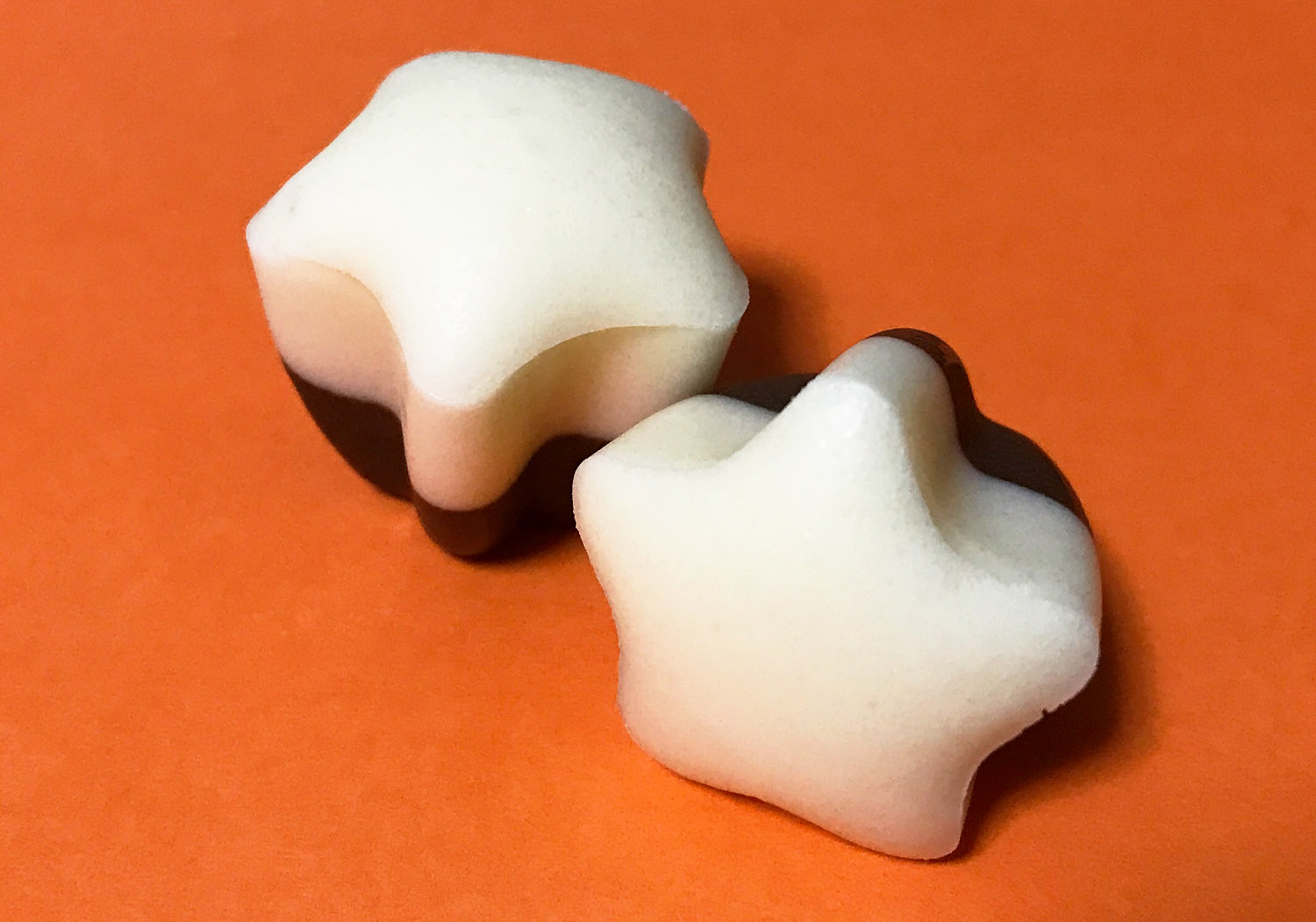
カプリコのあたま（ミルクの星あつめ）

2016年（平成28年）発売。カプリコのチョコスナック部分のみを商品化したもの。
2020年（令和2年）にリニューアルを行い、デザインを一新した。
- いちごあつめ（2020年（令和2年）3月24日発売）
- ミルクの星あつめ（2020年（令和2年）3月24日発売）

## 過去の期間限定商品

### ジャイアントカプリコ
- チョコマンゴ
- スーパー4
- レインボー

### ジャイアントカプリコZ
- クッキー＆クランチ

### カプリコスティック
- ぶどう
- カフェオーレ
- 朝食りんごヨーグルト
- つぶつぶいちご

### カプリコのあたま
- いちご味（2016年（平成28年）8月23日発売）
- 星形のミルク味（2018年（平成30年）10月2日発売）
- ラズベリー ハートのカタチ（2021年（令和3年）1月5日発売）

## イメージキャラクター
カプすけ
カプリコの形をしたキャラクター。いちご味。 いちご町1丁目5番の小さな家に住んでいる。
カプ美ちゃん
カプすけの友達。いちご味。可愛らしい女の子。
クランチくん
カプすけの友達。クリスピークランチ味。ちょっとロックな男の子。
ミニカプ3兄弟
カプすけのいとこ。カプいちろう（長男、いちご味）、カプじろう（次男、バニラ味）、カプさぶろう（三男、チョコ味）。

## カプリコクイーン
2012年（平成24年）から「最もジャイアントカプリコにふさわしいアイドル」である「カプリコクイーン」を選出している。
2012年（平成24年）はアイドリング!!!内において「カプリコクイーン決定戦!!!」を行い、2012年12月9日、「ジャイアントカプリコ×アイドリング!!! スペシャルライブ」内で行われた決勝戦で長野せりなを選出した。
2013年（平成25年）は、アイドリング!!!に加えて、Dorothy Little Happy、東京女子流、アップアップガールズ（仮）、そして公募から勝ち上がった「だいやぁ☆もんど」が参加。各グループ内で行われた予選を勝ち上がった5人と初代クイーンの長野が2013年（平成25年）12月15日に行われた「カプリコクイーン決定戦!!!2013」の決勝戦に進んだが、長野がカプリコクイーンを防衛した。